# Mirage (zespół muzyczny)
Mirage – polska grupa muzyczna wykonująca disco polo, założona w Bielsku Podlaskim w 1990 roku przez Janusza Konoplę.
Zespół ma w swoim dorobku także płyty nagrane w języku ukraińskim, rosyjskim i białoruskim.
Zespół ma na koncie 18 albumów i liczne wielkie przeboje takie jak: „Jesteś szalona”, „Wiosna”, „Ta dziewczyna i ja”, „Kochać nie boli”, „Mamy lato”, „Wszystko dla Ciebie”, „Kokoszka”, „Zapomnisz miła mnie”, „Ale fajnie”, „Moje życie”, „Ty jesteś inna”, „Jesteś dla mnie Bogiem”, „Moje serce zakochane”, „Kilka niedługich dni” i wiele innych.
W 2021 singiel „To proste tak” uzyskał status dwukrotnie platynowej płyty.

## Dyskografia
- Uśmiechnij się (1991)[6]
- Jesteś szalona (1992)[7]
- Miłość bez granic (1992)[8]
- Zakurzone drogi (1993)[9]
- Andżelina (1995)
- Ta dziewczyna i ja (1999)[10]
- Nie mów mi nie (2007)
- Ty kochala mene (2008)
- Kak chaczu żyć (2008)
- Mamy lato (2009)[11]
- Ale fajnie (2010)
- Moje życie (2011)[12]
- Rozkaży meni (2011)
- Kwiaty Cyklamenu (2013)
- Lubaja Moja (2014)[13]
- To proste tak (2016)[14]
- Bo to jest miłość (2018)[15]
- Uzależnieni od Siebie (2020)[16]
- Fajna dziewczyna (2024)[17]